# Marchande de modes

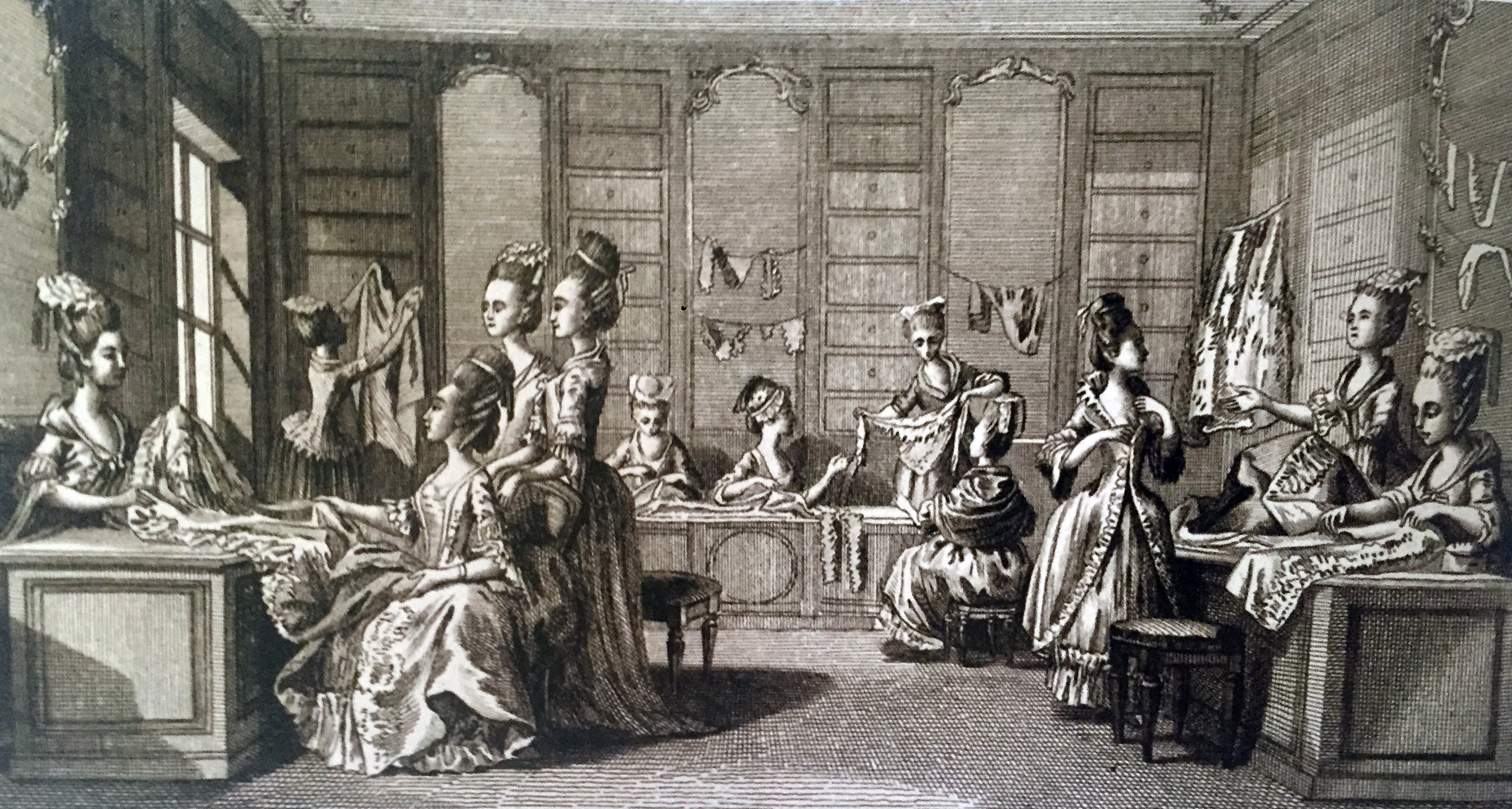
La Marchande de modes, gravure de Robert Bénard, 1769.

Une marchande de modes est une commerçante spécialisée dans la production et la vente d'articles destinés à l'ornementation des toilettes, principalement les coiffes et les garnitures des robes. Cette activité, essentiellement féminine, connaît son apogée à la fin du XVIIIe siècle, jouant un rôle central dans la diffusion des modes.

## Apparition des marchandes de modes

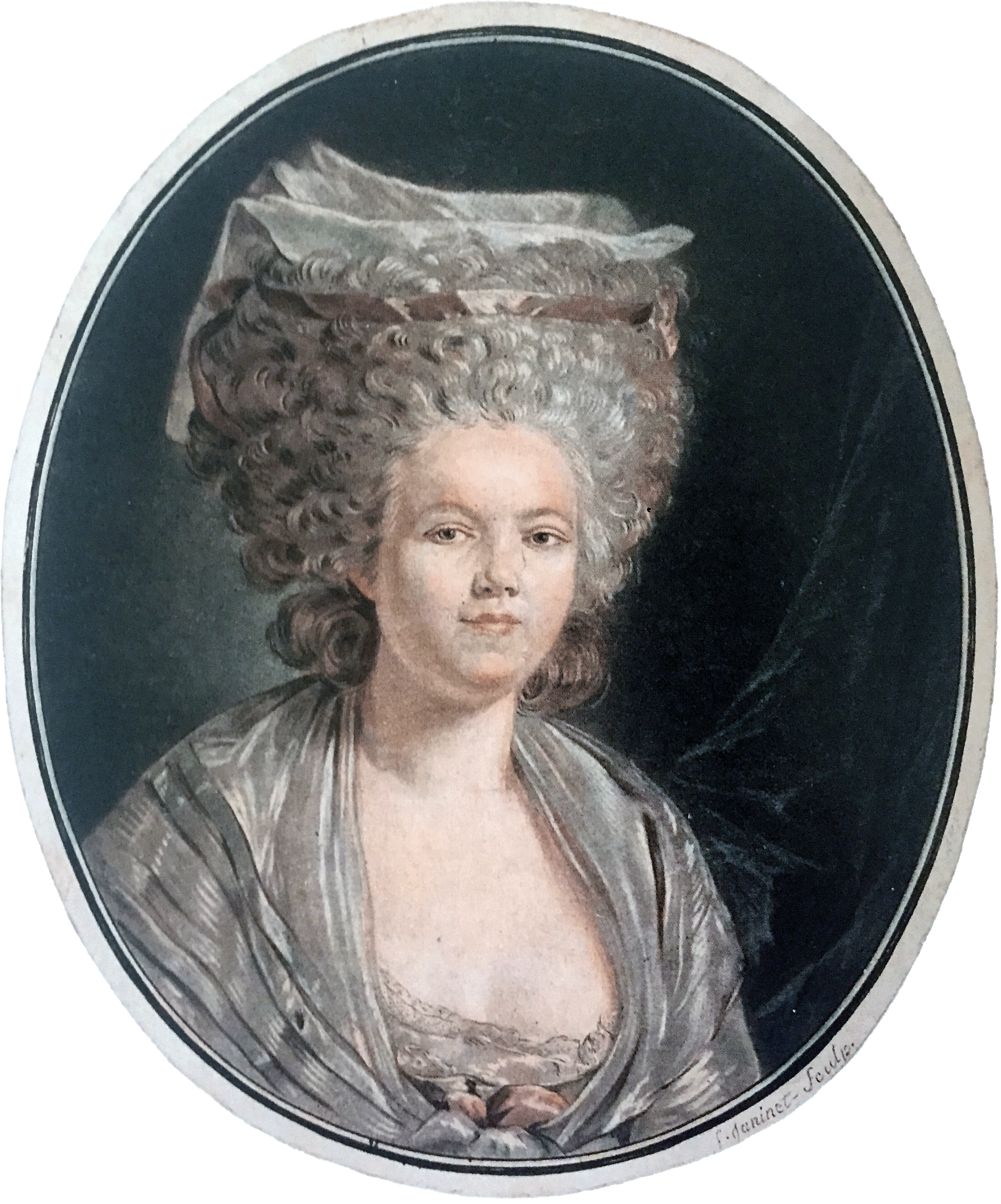
Rose Bertin, marchande de mode.

Le métier de marchande de mode est apparu au sein de la corporation des marchands merciers vers 1760-1765, au départ cette appellation ne désigne qu'un « talent » reconnu aux épouses de marchands merciers. À cette époque, la confection du corps du vêtement est le monopole des corporations des tailleurs puis des couturières. Les marchandes de mode interviennent uniquement sur l'ornementation de vêtements déjà produits, mais peuvent néanmoins fabriquer certaines pièces accessoires (ceintures, cravates, nœuds, manchettes, mantelets, plisses, mantilles de cour, etc.)
Pour réaliser ce travail de garniture, les marchandes de mode ont recours à une grande variété d'éléments (taffetas, gaze, plumes, rubans, dentelles, galons, agrafes, pendentifs, fleurs artificielles, lacets, passementeries, broderies, mousseline, tulle, fourrures, etc.) faisant ainsi appel à une multitude de fournisseurs.
En août 1776, un édit de réorganisation des jurandes voit la création de la corporation des « faiseuses de modes, plumassiers, fleuristes de la ville et faubourgs de Paris » consacrant ainsi l'indépendance des marchandes de mode à l'égard des marchands merciers et l'apparition d'une nouvelle corporation exclusivement féminine à Paris (en plus des lingères, couturières et bouquetières déjà existantes). Cette émancipation est également familiale et sexuelle, désormais il n'est plus nécessaire d'être femme de mercier pour exercer la profession de marchande de modes.

## Pivot dans la diffusion des tendances
Cette nouvelle catégorie socio-professionnelle fait l'objet de descriptions, notamment dans les encyclopédies de l'époque comme celle de Diderot ou Panckoucke, toutes deux gravées par Robert Bénard. La marchande de modes devient une figure importante de son temps, comme en témoigne la multiplication de ses représentations comme celle parue dans la Galerie des modes et costumes français, l'un des premiers périodiques de mode, considéré comme le plus bel ouvrage sur les modes de l'époque, ou encore dans les toiles de François Boucher ou Philibert-Louis Debucourt.

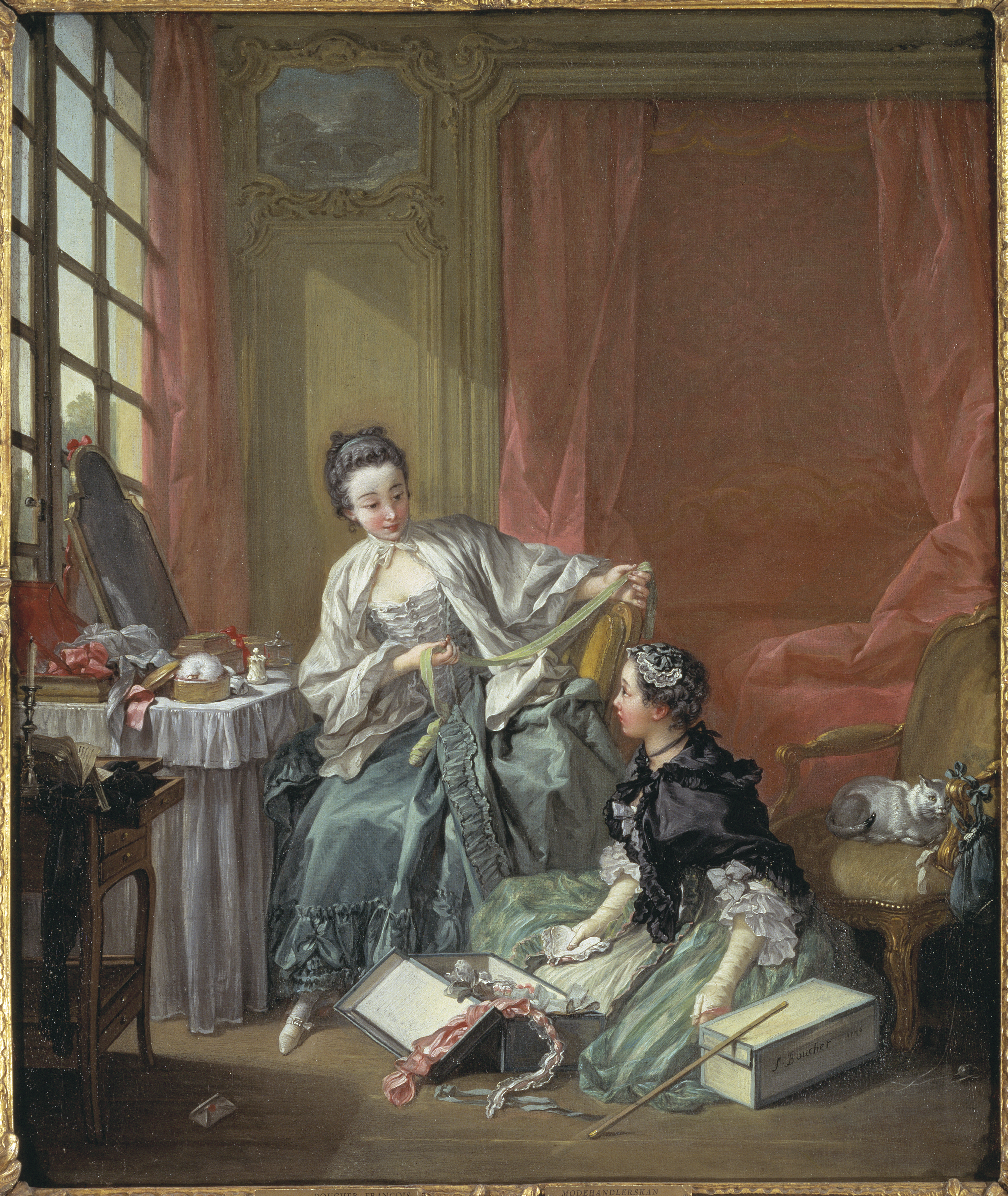
La Marchande de modes par François Boucher.

Au XVIIIe siècle, la structure même du vêtement évolue peu en raison des coûts, des règlements corporatifs et de l'étiquette. C'est donc l'ornementation qui répond au besoin croissant de nouveauté et d'affirmation sociale ; la Cour donnant le ton.
Il revient aux marchandes de mode de « coudre et arranger suivant la mode journalière les agréments que les Dames et elles imaginent perpétuellement. »
Au-delà des coiffes et de la garniture des robes qui constituent le cœur de leur activité, les marchandes de modes deviennent les pivots de la diffusion des modes, en étendant leur influence à tous les métiers en amont de leur intervention : tailleur, couturières, lingères, etc.
Les années 1770-1780 voient une accélération des changements dans la parure, les coiffures sont emblématiques de ce besoin permanent de nouveautés. Les modes se succèdent, dépassant la simple mise en cheveux pour devenir le théâtre des actualités. La coiffure à la belle poule illustre spectaculairement cette dynamique puisque cette coiffure intègre dans les cheveux des élégantes une maquette de la frégate la Belle Poule, célèbre pour la bataille navale qui l’opposa à un navire anglais en 1778. L’époque voit alors de nombreuses caricatures se diffuser dans toute l'Europe qui s’amuse notamment de la vogue des coiffures hautes, encore baptisées coiffures à l’échelle. Le commerce des marchandes de modes connaît alors son apogée.

## Rose Bertin et les autres
Dans les années 1770, on ne compte qu’une vingtaine de marchandes de modes, mais elles sont nombreuses dans les années 1780, tant à Paris que dans d'autres villes de France. Le sieur Beaulard ou encore Mademoiselle Alexandre sont les grandes figures de l’époque. Louis-Sébastien Mercier dans son Tableau de Paris écrit ainsi dans le chapitre consacré au marchandes de modes : « Mais l’on a reconnu que le génie ne dépendait pas des longues études faites chez mademoiselle Alexandre, ou chez monsieur Baulard ». A côté d'eux vivent et travaillent des noms moins connus mais qui fournissent l'aristocratie et la famille royale : Mme Pompey, Mlles Philidor, Mlle Pagelle, etc.
Si certaines marchandes de modes jouissent d’une importante notoriété, aucune ne dépasse celle de Rose Bertin, premier fournisseur des atours de la Reine. Considérée comme un véritable Ministre des modes, mademoiselle Bertin entretient une relation privilégiée avec la Reine Marie-Antoinette. En 1776, elle prend la tête des marchandes de modes en devenant premier syndic de la corporation nouvellement créée. Son succès est considérable, mais ne survit pas à la Révolution.

## Postérité
La place prépondérante occupée par les marchandes de modes s’efface dans les premières décennies du XIXe siècle tout en perdurant quelques années. Louis Hippolyte Leroy connaît un succès important et devient fournisseur officiel de l'impératrice Joséphine. Mme Corot, la mère de Camille Corot, quant à elle, fournit la duchesse d'Orléans. Ce sont ensuite les couturières en robe qui occupent le devant de la scène. En incarnant une figure influente, participant à la création et la diffusion des modes, la marchande de modes prépare la voie aux grands couturiers de la fin du XIXe siècle.